# VC Weert
VC Weert is een op 16 mei opgerichte volleybalvereniging uit Weert, Limburg, Nederland. De thuiswedstrijden worden in "Sporthal Aan De Bron" gespeeld. Het eerste vrouwenteam speelt in de Eredivisie.
Van de ongeveer 150 leden is het grootste deel onder de 18 jaar. Veel Nederlandse topspeelsters kwamen in het verleden uit voor VC Weert. VC Weert werd in het seizoen 2010/2011 kampioen en bekerwinnaar van Nederland. In 2011/2012 werden ze in de play-offs voor het kampioenschap in drie wedstrijden geklopt door de latere kampioen Sliedrecht Sport, die ook in de bekerfinale de sterkste waren. In de Europa Cup werd VC Weert na drie ronden uitgeschakeld door Omischka Omsk, na winst op Klagenfurt en Brcko. Sponsor en naamgever vanaf 2011/2012 is Irmato, waardoor VC Weert speelt onder de naam Irmato VC Weert.
Aan het eind van seizoen 2011/2012 werden Angelique Vergeer, Ester de Vries en Yvon Beliën uitgenodigd bij de Nederlandse selectie. Angelique Vergeer kwam ook daadwerkelijk in het Nederlands team in actie in de European League Volleyball, waar Nederland doordrong tot de Final Four.

## Erelijst
| Competitie          | Vrouwen    |
| ------------------- | ---------- |
| Landskampioen       | 2000, 2011 |
| Kampioen Topdivisie | 2008, 2017 |
| Bekerwinnaar        | 2000, 2011 |

Atletiek: AV Weert · Badminton: BC Stramproy · BC Weert '67 · Basketbal: Aeternitas · BAL · Golf: Golf en Countryclub Crossmoor · Handbal: Rapiditas · Boogschieten: HV Ontspanning Tungelroy · Batavieren-Treffers · Hockey: HV Weert · Korfbal: KV Wertha · Paardensport: Equinus · Roeien: RV Weert · Tafeltennis: TTV Megacles · Tennis: TC Weert Oost · TC Boshoven · TC Altweerterheide · TC Weert · Turnen: Jan van Weert · Voetbal: SV Altweerterheide · Brevendia · RKTVV Crescentia · DESM · SV Laar · MMC Weert · FC ODA · RKSVV · Wilhelmina '08 · Volleybal: VC Boshoven · Stravoc · VC Weert · Waterpolo en zwemmen: ZPC de Rog